# Operatie Tamon
Operatie Tamon was een Japanse zelfmoordoperatie die werd uitgevoerd met 33 kaitens. 

## Geschiedenis
Op 15 juli 1945 werden de kaitens door zes moederonderzeeboten tot bij hun doelen gebracht. Tijdens de operatie raakte het Amerikaanse transportschip Marathon door een conventionele torpedo-aanval zwaar beschadigd. 
Een kaiten, afkomstig van de I-53, bracht de torpedobootjager USS Underhill tot zinken. Daarnaast beschadigde een kaiten van de I-58 de torpedobootjager USS Lowry en wist de I-58 zelf middels een conventionele torpedo-aanval de kruiser USS Indianapolis tot zinken te brengen. De I-58 en de I-366 deden daarna nog een mislukte poging om met haar kaitens een aanval te lanceren op de Amerikaanse vloot die rond Okinawa voer.